# Гішам Лейоус
Гішам Лейоус (нар. 23 листопада 2000, Міілія, Ізраїль) — ізраїльський футболіст, атакувальний півзахисник клубу «Кафр Касем».

## Життєпис
Народився 13 листопада 2000 року в ізраїльському місті Міілія. Футболом розпочав займатися в однойменній команді рідного міста. На батьківщині виступав за юнацькі та молодіжні команди клубів «Бейтар» (Нагарія), «Хапоель» (Акко) та «Бней Сахнін».
Наприкінці липня 2019 року підписав контракт з «Карпатами», у команді отримав 19-й ігровий номер. Дебютував у «зелено-білій» футболці 31 липня 2019 року в програному (0:1) домашньому поєдинку 1-о туру Прем'єр-ліги проти київського «Динамо». Гішам вийшов на поле на 46-й хвилині, замінивши Ігора Карпенка. У складі «Карпат» провів 8 матчів у Прем'єр-лізі.
20 листопада 2020 року потрапив до заявки «Руху» на матчі Прем'єр-ліги України.

## Титули і досягнення
- Чемпіон Ізраїлю (1):

«Маккабі» (Тель-Авів): 2024–25
- Володар Кубка Тото (1):

«Маккабі» (Тель-Авів): 2024–25